# Walter Scheel

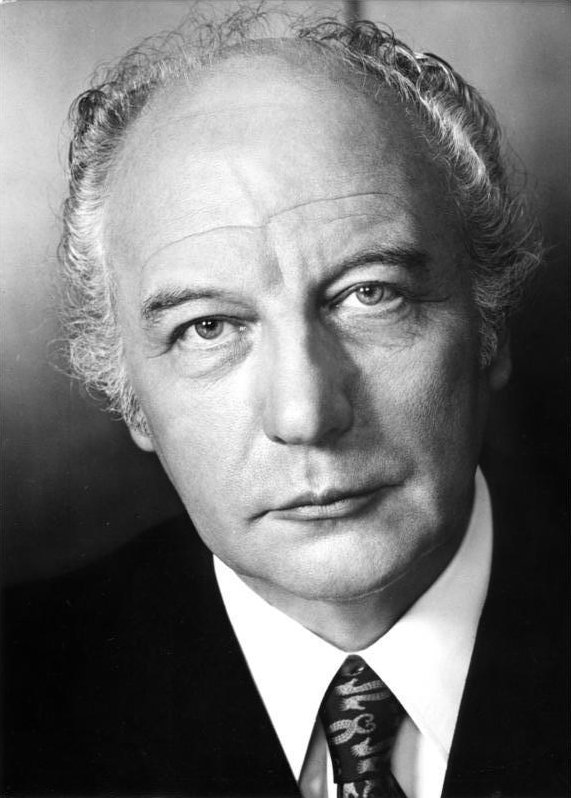
Walter Scheel, 1974

Walter Scheel (* 8. Juli 1919 in Höhscheid, Landkreis Solingen; † 24. August 2016 in Bad Krozingen) war ein deutscher Politiker (FDP). Er war von 1974 bis 1979 der vierte Bundespräsident der Bundesrepublik Deutschland.
Davor war er von 1961 bis 1966 in Koalitionsregierungen mit der CDU in den letzten zwei Kabinetten Konrad Adenauers (Kabinett Adenauer IV und V) sowie unter Bundeskanzler Ludwig Erhard Bundesminister für wirtschaftliche Zusammenarbeit. Von 1968 bis 1974 war Scheel Bundesvorsitzender der FDP und führte die Partei in die sozialliberale Koalition. In dieser war er von 1969 bis 1974 Bundesminister des Auswärtigen und Vizekanzler unter Willy Brandt. Nach dessen Rücktritt agierte Scheel vom 7. bis zum 16. Mai 1974 als geschäftsführender Bundeskanzler.

## Leben

### Ausbildung und Beruf
Walter Scheel kam als Sohn des Stellmachers Albrecht Scheel (1883–1953) und dessen Frau Helene Scheel (1891–1971) in Höhscheid zur Welt; Grundlage seiner Erziehung in der Familie war die evangelische Konfession. Nach dem Abitur am Solinger Gymnasium Schwertstraße absolvierte er von 1938 bis 1939 eine Banklehre bei der Volksbank Solingen, die er mit „Gut“ abschloss.
Ab 3. September 1939 diente er im Nachtjagdgeschwader 1 (III. Gruppe) der Luftwaffe als Adjutant von Martin Drewes und war bei Kriegsende Oberleutnant. Er erhielt das Eiserne Kreuz I. und II. Klasse.
Nach 1945 war er bis 1953 als Geschäftsführer in der Industrie und in verschiedenen Verbänden tätig. Danach arbeitete er als selbständiger Wirtschaftsberater in Düsseldorf. 1958 wurde er Geschäftsführer des Marktforschungsinstituts Intermarket. Im gleichen Jahr gründete er zusammen mit Gerhard Kienbaum und Carl Zimmerer das Düsseldorfer M&A-Unternehmen InterFinanz, das er zusammen mit Carl Zimmerer bis Ende 1961 führte. Seine Gesellschaftsanteile (42 %) veräußerte er 1964 an die Mitgesellschafter.

### Parteimitgliedschaften

#### NSDAP
Scheel beantragte am 1. Mai 1941 die Aufnahme in die NSDAP und wurde zum 1. Juli 1941 aufgenommen (Mitgliedsnummer 8.757.104). Am 13. November 1978 berichtete der Spiegel, Walter Scheel habe erklärt, dass er im Dezember 1942 an der Front die Mitteilung über seine Aufnahme in die Partei erhalten hätte, obwohl er keinen Aufnahmeantrag gestellt habe. Laut einem Artikel in der Zeit vom 17. November 1978 ließ Scheel dann mitteilen, dass er nicht mehr wisse, ob er einen Antrag gestellt habe, seine Mitgliedschaft aber geruht habe. Seine NSDAP-Mitgliedschaft bestritt Scheel im Weiteren mit dem Argument, ein Soldat der Wehrmacht habe kein NSDAP-Mitglied sein dürfen, zuletzt in einem Interview im Jahre 2010.
1970 kündigte der damalige Außenminister eine umfassende Darstellung zur Geschichte des Auswärtigen Amtes an, die auch das Handeln des Amtes im Nationalsozialismus thematisieren sollte, aber nie geschrieben wurde. Eine solche – wenn auch umstrittene – Darstellung erschien erst 2010, nachdem Jahre zuvor Joschka Fischer, Außenminister von 1998 bis 2005, eine unabhängige Historikerkommission eingesetzt hatte. Diese Kommission kritisiert in ihrem im Oktober 2010 publizierten Forschungsbericht, dass Scheel seine NSDAP-Mitgliedschaft erst Jahre nach seinem Amtsantritt als Außenminister eingeräumt habe.

#### Ab 1946 in der FDP
Seit 1946 war Walter Scheel Mitglied der FDP. Von 1954 bis 1974 saß er im FDP-Landesvorstand in Nordrhein-Westfalen, davon etliche Jahre als Landesschatzmeister. 1956 wurde er erstmals in den FDP-Bundesvorstand gewählt, in dem er ebenfalls bis 1974, teilweise kraft seines Amtes als Bundesminister, verblieb. Im selben Jahr (1956) gehörte er (u. a. mit Willi Weyer, Hans Wolfgang Rubin und Wolfgang Döring) zu den sogenannten Jungtürken, die den Koalitionswechsel der FDP in Nordrhein-Westfalen von der CDU zur SPD einleiteten und damit die Abspaltung der Euler-Gruppe und die Gründung der kurzlebigen Freien Volkspartei (FVP) veranlassten.
1968 wurde er als Nachfolger von Erich Mende zum Bundesvorsitzenden der FDP gewählt. 1970/71 gehörte er mit Werner Maihofer und Karl-Hermann Flach zu den Autoren der Freiburger Thesen, des neuen Grundsatzprogramms der FDP. Laut Helge Matthiesen führte Scheel die FDP aus der nationalkonservativen Verengung, öffnete sie für neue Koalitionen und machte damit die SPD zur regierungsfähigen Partei. Mit seiner Wahl zum Bundespräsidenten 1974 legte er alle Parteiämter nieder. Nach dem Ende seiner Amtszeit als Bundespräsident wurde er 1980 zum Ehrenvorsitzenden der FDP ernannt. Von 1968 bis 1974 war er Vizepräsident der „Liberalen Weltunion“ (Vorgänger der Liberalen Internationale).

### Abgeordneter

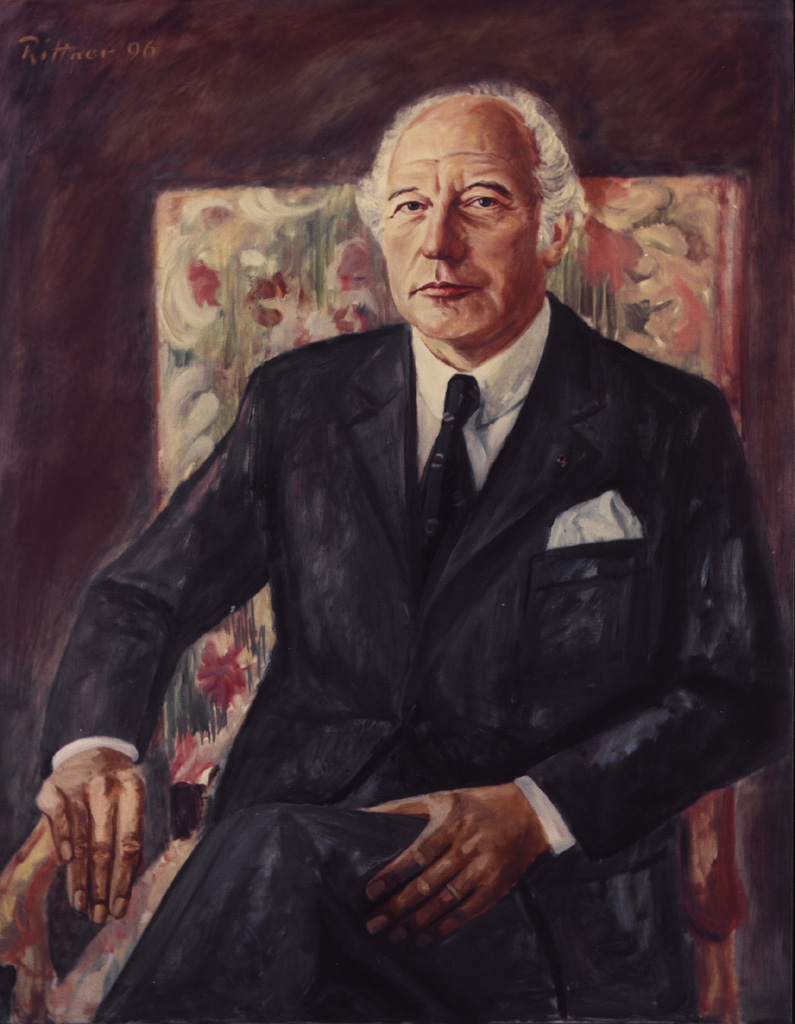
Walter Scheel, Porträt von Günter Rittner 1996

Walter Scheel war über seine Laufbahn verteilt als Parlamentarier auf allen vier Ebenen aktiv: auf kommunaler, als Abgeordneter im Landtag von NRW und im Deutschen Bundestag sowie im Vorläufer des Europaparlaments.
Von 1948 bis 1950 war Scheel Stadtrat in seiner Heimatstadt Solingen. Von 1950 bis 1954 war er Mitglied des Landtages von Nordrhein-Westfalen als direkt gewählter Abgeordneter des Wahlkreises Remscheid. 1953 wurde er Mitglied des Deutschen Bundestages, dem er bis zum 27. Juni 1974 angehörte, da er sein Bundestagsmandat nach seiner im Mai erfolgten Wahl zum Bundespräsidenten vier Tage vor Amtsantritt niederlegte. Von 1967 bis 1969 war er Vizepräsident des Deutschen Bundestages.
Vom 1. Juli 1956 bis 20. November 1961 war er außerdem Mitglied des Europäischen Parlamentes. Hier arbeitete er von 1959 bis 1962 als Vorsitzender des Ausschusses für Fragen der Assoziierung der überseeischen Länder und Gebiete und wirkte seit 1958 als stellvertretender Vorsitzender der liberalen Fraktion.

### Öffentliche Ämter

#### Bundesminister für wirtschaftliche Zusammenarbeit
Nach der Bundestagswahl 1961 wurde Scheel am 14. November 1961 im Kabinett Adenauer IV zum ersten Bundesminister für wirtschaftliche Zusammenarbeit ernannt. Am 19. November 1962 trat er anlässlich der Spiegel-Affäre zusammen mit den anderen FDP-Bundesministern aus Protest zurück. Dem daraufhin am 13. Dezember 1962 ohne den umstrittenen Verteidigungsminister Franz Josef Strauß gebildeten Kabinett gehörte er dann aber mit gleicher Funktion wieder an. Er behielt dieses Amt auch in der von Bundeskanzler Ludwig Erhard geführten Bundesregierung. Wegen eines Streits über den Bundeshaushalt trat er am 28. Oktober 1966 gemeinsam mit den anderen FDP-Bundesministern von seinem Amt zurück.

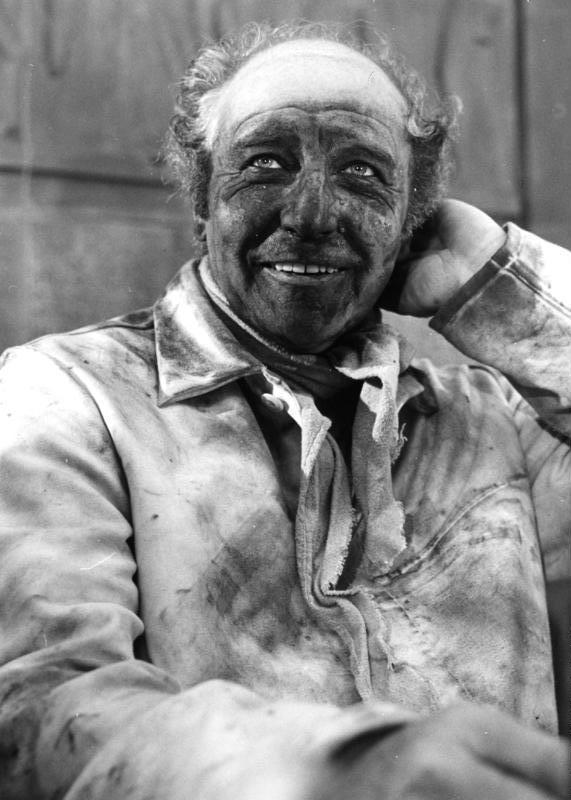
Walter Scheel besucht als Bundespräsident die Zeche Erin in Castrop-Rauxel (1975)

#### Bundesminister des Auswärtigen
Nach der Bundestagswahl 1969 wirkte er maßgeblich auf die Bildung einer sozialliberalen Bundesregierung hin und wurde im Kabinett von Willy Brandt am 22. Oktober 1969 zum Vizekanzler und zum Bundesminister des Auswärtigen ernannt. 1970 besuchte Walter Scheel als erster deutscher Außenminister Israel, das 1965 diplomatisch anerkannt worden war. Scheel gilt gemeinsam mit Willy Brandt als „Vater der Entspannungspolitik“ und der neuen Deutschlandpolitik, die zunächst von den Unionsparteien scharf bekämpft wurde und auch zu Fraktionsaustritten bei den Regierungsparteien SPD und FDP führte, so dass diesen zeitweilig die Mehrheit im Deutschen Bundestag verloren ging.
Die Neuwahlen 1972 stärkten sowohl die SPD als auch die Positionen Walters Scheels in der FDP und bewiesen die hohe Akzeptanz der sozialliberalen Politik. Sehr große Bekanntheit erlangte Walter Scheel 1973, indem er zugunsten der Behindertenhilfsorganisation Aktion Sorgenkind das deutsche Volkslied „Hoch auf dem gelben Wagen“ auf Schallplatte sang. Allein bis zum Frühjahr 1974 wurde die Platte über 300.000 Mal verkauft. Auch noch während seiner später folgenden Amtszeit als Bundespräsident erlangte er mit dieser Art der ungewöhnlichen und gemeinnützigen Spendenwerbung hohe Popularität.
Nach dem Rücktritt von Bundeskanzler Brandt am 7. Mai 1974 nahm Scheel auf Ersuchen des Bundespräsidenten gemäß Art. 69 Abs. 3 Grundgesetz die Amtsgeschäfte des Bundeskanzlers übergangsweise wahr, bis Helmut Schmidt am 16. Mai 1974 zum neuen Bundeskanzler gewählt wurde.

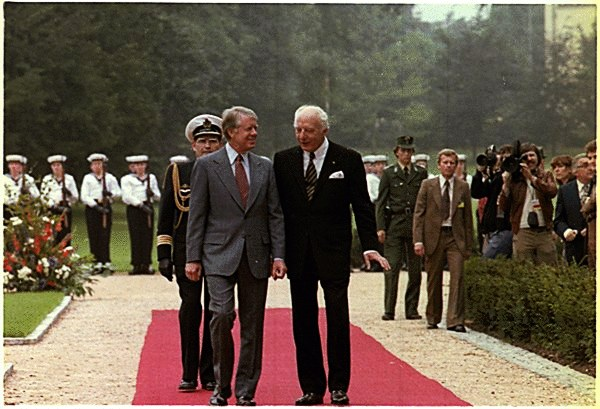
1978: Walter Scheel empfängt US-Präsident Jimmy Carter (links)

#### Bundespräsident
Bei der Wahl des deutschen Bundespräsidenten 1974 am 15. Mai 1974 wurde er mit 530 Stimmen von SPD und FDP in der Bundesversammlung in der Beethovenhalle in Bonn gegen Richard von Weizsäcker (CDU, 498 Stimmen) zum vierten Bundespräsidenten der Bundesrepublik Deutschland gewählt und trat am 1. Juli 1974 sein neues Amt an. Als Bundespräsident verweigerte er 1976 einem Gesetz zur Abschaffung der Gewissensprüfung bei Kriegsdienstverweigerern seine Unterschrift, da er die Zustimmung des Bundesrates für notwendig erachtete. Für die Wahl des deutschen Bundespräsidenten 1979 stellte er sich angesichts der Mehrheitsverhältnisse in der Bundesversammlung nicht erneut zur Verfügung und schied am 30. Juni 1979 aus dem Amt.
Scheel überschrieb seine Präsidentschaft mit der Leitidee: „Miteinander, nicht gegeneinander“. Im Kontext der Terrorgruppe RAF rief er im Oktober 1977 zur „kritische[n] Sympathie des Bürgers mit dem demokratischen Staat“ auf und sagte: „Eine Demokratie ist immer auf dem Wege zu sich selbst. Sie ist nie fertig. Nur Staaten, in denen die Freiheit nicht viel gilt, behaupten von sich, sie hätten das Klassenziel erreicht. Nur Menschen, die von Freiheit nichts wissen, behaupten, sie hätten ein Rezept, wie der ‚ideale Staat‘ zu verwirklichen sei. Freiheit und unvollkommener Staat, das gehört zusammen – ebenso wie der ‚ideale‘ Staat mit Unfreiheit und Unmenschlichkeit zusammen geht. Die Demokratie ist nicht zuletzt deshalb die beste Staatsform, weil sie sich ihre eigenen Mängel eingesteht.“ Bei der Trauerfeier für Hanns Martin Schleyer bat er in seiner Rolle als Bundespräsident die Angehörigen um Vergebung und sprach zur Dialektik von Verantwortung und Schuld des Staates.
Scheel wird im Buch Walter Scheel: Unerhörte Reden als herausragender Rhetoriker beschrieben, dessen Reden, obwohl sie nach wie vor aktuell seien, weitgehend in Vergessenheit geraten sind. So bezeichnete Scheel 1975 als erster Bundespräsident den 8. Mai 1945 als Befreiung. Lange vor der bekannten Weizsäcker-Rede Zum 40. Jahrestag des Kriegsendes sagte Scheel: „Wir wurden von einem furchtbaren Joch befreit, von Krieg, Mord, Knechtschaft und Barbarei. […] Aber wir vergessen nicht, dass diese Befreiung von außen kam.“
Bundespräsident Joachim Gauck fasste 2016 auf dem Staatsakt für den verstorbenen Walter Scheel dessen politische Biographie so zusammen. „Sein Leben steht beispielhaft für den erfolgreichen Neubeginn nach dem Zweiten Weltkrieg und zugleich für die Neuorientierung der Bundesrepublik Ende der 1960er Jahre. Zu beidem hat er Wichtiges beigetragen, so viel wie nur wenige Deutsche seiner Generation.“
Seine Amtszeit als Bundespräsident wird rückblickend ambivalent beurteilt. Man warf ihm vor, dass er keinen großen Entwurf parat gehabt habe, wie er das Amt auszufüllen gedenke. Sein feinerer Lebensstil und eine prachtvollere Ausstattung von Dienstsitz und Zeremoniell unterschieden sich deutlich von dem seiner puristischeren Vorgänger und wurden daher – insbesondere zu Beginn seiner Amtszeit – teilweise kritisiert. Lob bekam Scheel für seine offene und optimistische Art. Andere Darstellungen weisen darauf hin, dass Walter Scheel zu Unrecht das Image eines politischen Leichtgewichts angehaftet habe und porträtierte ihn in Die Zeit und bezeichnen ihn als „Der Verkannte“.

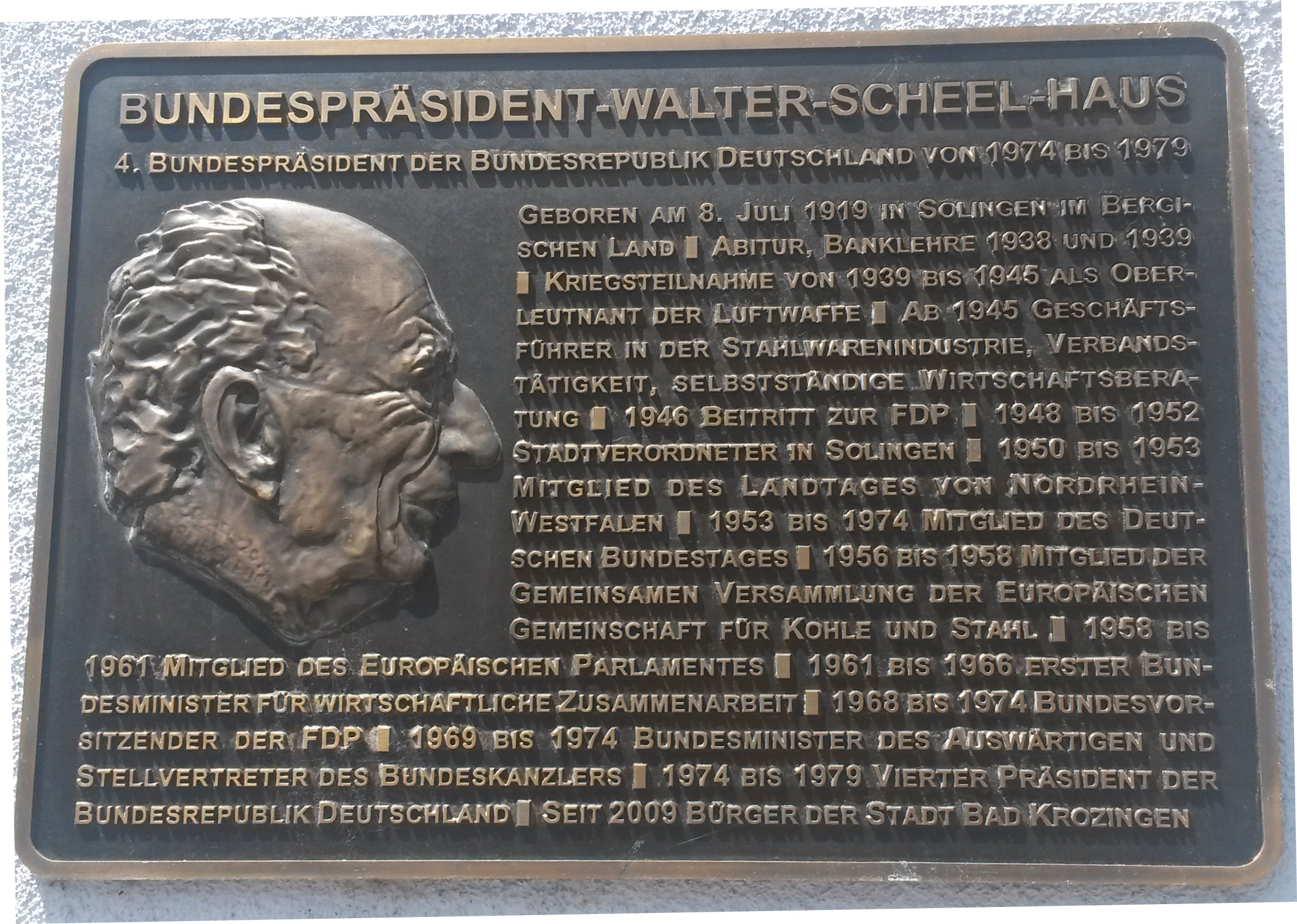
Plakette am Scheel-Haus in Bad Krozingen

Sein Büro unterhielt der ehemalige Bundespräsident bis 2014 im Rathaus seines Wohnortes Bad Krozingen. Das Büro wurde zum 1. August 2014 geschlossen, auch der Leasingvertrag seines Dienstwagens wurde vom Bundespräsidialamt nicht verlängert. Scheels Büroleiter leitete die Geschäfte seither vom Bundespräsidialamt in Berlin aus.

### Ehrenämter
Von 1967 bis 1974 war Scheel stellvertretender Vorsitzender der FDP-nahen Friedrich-Naumann-Stiftung, 1979 wurde er deren Kuratoriumsvorsitzender; seit 1991 war er Ehrenvorsitzender der Friedrich-Naumann-Stiftung. Im Jahre 1978 wurde Scheel Vorsitzender des Kuratoriums der Hermann Kunst-Stiftung zur Förderung der neutestamentlichen Textforschung, das die Arbeit des Instituts für Neutestamentliche Textforschung in Münster fördert. 1979 wurde er Ehrenmitglied der Deutschen Akademie für Sprache und Dichtung; dies nahm Thomas Bernhard zum Anlass, aus dieser auszutreten.
Von 1980 bis 1985 war er Vorsitzender der Bilderberg-Konferenz und von 1980 bis 1989 Präsident der Europa-Union. Von 1980 bis 1985 war Walter Scheel Präsident des Deutschen Rates der Europäischen Bewegung, dessen Ehrenpräsident er bis zu seinem Tod war. In Nachfolge von Theodor Heuss und Carlo Schmid war Scheel seit 1980 Ehrenpräsident des Deutschen Künstlerbundes. Von 1995 bis 2000 war er 1. Kuratoriumsvorsitzender der Bundeskanzler-Willy-Brandt-Stiftung, einer Bundesstiftung des öffentlichen Rechts mit Sitz in Berlin. Von 2011 bis zu seinem Tode war Walter Scheel Schirmherr des gemeinnützigen Vereins „ProBeethovenhalle e. V.“ in Bonn.
Scheel war Ehrenvorsitzender des Kuratoriums von Plan International und Ehrenpräsident der Deutsch-Britischen Gesellschaft. Er war Schirmherr der Darul-Aman Stiftung, die den Wiederaufbau des Darul-Aman-Palastes als zukünftiges Parlamentsgebäude von Afghanistan fördert. Außerdem unterstützte er in seiner Geburtsstadt Solingen als Schirmherr der Stiftung Botanischer Garten Solingen e. V. den Förderverein des Botanischen Garten Solingen rund 13 Jahre lang bis zu seinem Tod im Jahr 2016 bei Spendenaufrufen oder mit Grußworten zu offiziellen Veranstaltungen.

### Privatleben

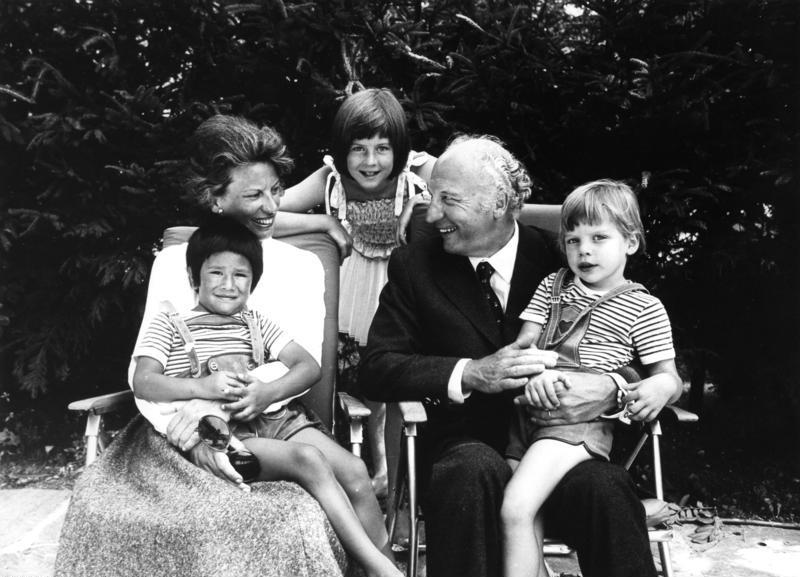
Walter Scheel in seiner Zeit als Bundespräsident mit der damaligen Ehefrau Mildred und den Kindern Simon Martin, Cornelia und Andrea (von links) in ihrem Urlaubsort Hinterthal (Österreich, August 1974)

Scheel war seit 1942 mit Eva Charlotte Scheel geb. Kronenberg (1921–1966) verheiratet, die 1966 an Krebs starb. Aus dieser Ehe ging der Sohn Ulrich hervor. Von 1969 bis zu ihrem Tod 1985 war Walter Scheel mit der Ärztin Mildred Scheel, geb. Wirtz, verheiratet. Sie brachte ihre Tochter Cornelia Scheel mit in die Ehe. Aus dieser Ehe ging 1970 Andrea-Gwendoline hervor; der Sohn Simon Martin wurde 1971 aus Bolivien adoptiert.
1988 heiratete Scheel die Physiotherapeutin Barbara Wiese (5. August 1938 bis 8. Juli 2023). Das Ehepaar lebte von 2001 bis 2008 in Berlin und zog Anfang 2009 nach Bad Krozingen. Wegen einer Demenzerkrankung lebte Walter Scheel ab 2012 in einem Pflegeheim. Er starb am 24. August 2016 im Alter von 97 Jahren und wurde auf dem Waldfriedhof Zehlendorf in Berlin beigesetzt.
Am 7. September 2016 wurde Scheel mit einem Staatsakt in der Berliner Philharmonie geehrt. Als Redner würdigten Bundespräsident Joachim Gauck, Außenminister Frank-Walter Steinmeier und der FDP-Politiker Wolfgang Gerhardt den Verstorbenen für seine Verdienste um die Demokratie. Als Gäste nahmen an der Trauerfeier auch Bundeskanzlerin Angela Merkel sowie die früheren Bundespräsidenten Horst Köhler und Christian Wulff sowie Klaus Kinkel und Barbara Genscher, die Witwe des bereits verstorbenen Politikers Hans-Dietrich Genscher teil.

## Auszeichnungen und Ehrungen (Auszug)
1971 wurde Scheel der Theodor-Heuss-Preis und das Großkreuz des Verdienstordens der Italienischen Republik verliehen, 1974 folgte der Orden wider den tierischen Ernst. 1977 wurde er mit dem Karlspreis und der Collane des Ordens de Isabel la Católica ausgezeichnet, nachdem er schon 1970 das Großkreuz erhalten hatte. Walter Scheel ist seit 1976 Ehrenbürger seiner Heimatstadt Solingen, seit 1978 von Berlin und Bonn, seit 1979 von Düsseldorf und seit 2006 von Kranichfeld. Im Jahr 2000 erhielt er die Reinhold Maier-Medaille. 1973 erhielt er das Großkreuz des Verdienstordens der Bundesrepublik Deutschland und mit der Wahl zum Bundespräsidenten als Amtsinsignie die Sonderstufe des Großkreuzes. Scheel war Ehrendoktor der Universitäten Georgetown und Maryland (beide USA), Auckland (Neuseeland), Bristol (Großbritannien) und Heidelberg. Walter Scheel wurde mit über sechzig internationalen Orden ausgezeichnet.
Sein Grab auf dem Waldfriedhof Zehlendorf ist als Ehrengrab der Stadt Berlin gewidmet.
Der Nachlass von Walter Scheel liegt u. a. im Archiv des Liberalismus der Friedrich-Naumann-Stiftung für die Freiheit in Gummersbach.
Scheels letztes Arbeitszimmer im Rathaus von Bad Krozingen wird zukünftig als museale Gedenkstätte der Öffentlichkeit zur Verfügung stehen.
Seit dem 8. Juli 2018 heißt der Solinger Rathausplatz „Walter-Scheel-Platz“.

## Sonstiges
1969 wurde Scheel als Krawattenmann des Jahres ausgezeichnet.
Sehr bekannt wurde Walter Scheels musikalischer Auftritt mit dem Volkslied Hoch auf dem gelben Wagen, das er zusammen mit zwei Düsseldorfer Männergesangvereinen aufnahm. Dies wurde am 6. Dezember 1973 in der Fernsehshow Drei mal Neun aufgeführt; im Januar 1974 belegte das Lied Platz fünf der deutschen Singlecharts. Zu einem Besuch Scheels in Mali in den 1970ern wurde das Lied an Stelle der deutschen Hymne aus Versehen  eingespielt.
1987 moderierte er die Pilotfolge der ZDF-Talkshow live. 2006 sang Scheel mit einem Chor das erwähnte Lied in einer Fernsehshow des Moderators Gunther Emmerlich. Scheel war dort zu Gast, weil ihm von Hans-Dietrich Genscher ein Preis überreicht wurde.
Am 26. Mai 2011 verlieh das Bundesministerium für wirtschaftliche Zusammenarbeit und Entwicklung erstmals den Walter-Scheel-Preis für Engagement in der Entwicklungszusammenarbeit. Der Preis wird seit 2015 gemeinsam von der Friedrich-Naumann-Stiftung für die Freiheit, der Walter-Scheel-Stiftung, dem Freundeskreis Walter Scheel e. V. verliehen. Seit 2014 wird die Walter Scheel Medaille als Auszeichnung für europäische Genusskultur verliehen.
Scheel war der letzte noch lebende Bundesminister der Kabinette von Konrad Adenauer und Ludwig Erhard.
Mit 97 Jahren, 1 Monat und 16 Tagen ist Scheel der am ältesten gewordene aller regierenden Bundespräsidenten und Bundeskanzler. Bis Juli 2024 war er auch viele Jahre der am ältesten gewordene Bundesminister der Bundesrepublik Deutschland, bis er von Oscar Schneider überholt wurde.

## Veröffentlichungen
Beiträge

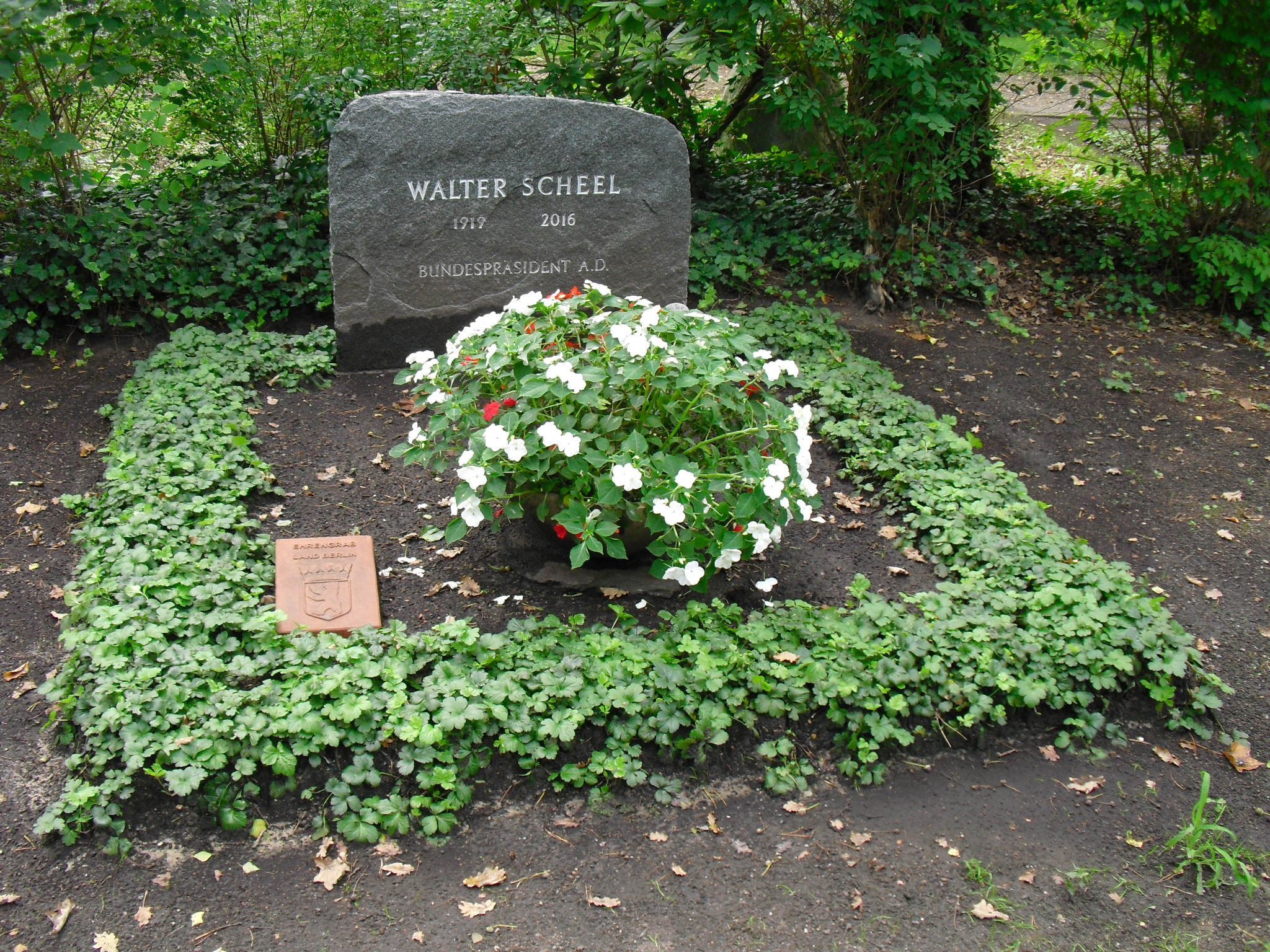
Ehrengrab der Stadt Berlin für Walter Scheel auf dem Waldfriedhof Zehlendorf

- Opposition als Auftrag. In: Liberal. 1967, Heft 8, S. 575–580.
- Opposition. Kritik und Kontrolle. In: Liberal. 1967, Heft 11, S. 806–809.
- Deutschland in Europa. In: Liberal. 1968, Heft 5, S. 329–338.
- Zum geistigen Standort der Liberalen in dieser Zeit. In: Hans Julius Schoeps, Christopher Dannenmann (Hrsg.): Formeln deutscher Politik. Bechtle, München/Esslingen 1969, DNB 456640444, S. 15–50.
- Der Grundvertrag. In: Liberal. 1973, Heft 6, S. 401 f.
- Das demokratische Geschichtsbild. In: Forschungsgemeinschaft 20. Juli 1944 e. V. (Hrsg.): Gedanken zum 20. Juli. Hase und Koehler, Mainz 1984, S. 81–97.
- TV-Duell 1969. In: Sascha Michel, Heiko Girnth (Hrsg.): Polit-Talkshows – Bühnen der Macht. Ein Blick hinter die Kulissen. Bouvier, Bonn 2009, ISBN 3-416-03280-2, S. 161–164.

Monografien
- Konturen einer neuen Welt. Schwierigkeiten, Ernüchterung und Chancen der Industrieländer. Econ, Düsseldorf/Wien 1965, DNB 454318030.
- Ihre Zukunft – unsere Zukunft, H. Möller Verlag, Bonn 1965.
- mit Hans Ruthenberg, Wolfram Ruhenstroth-Bauer: Aufgaben und Motive landwirtschaftlicher Entwicklungspolitik. Schaper, Hannover 1966, DNB 458824658.
- Formeln deutscher Politik, Beutle Verlag, München 1968.
- Warum Mitbestimmung und wie – eine Diskussion, Econ Verlag, Düsseldorf 1970.
- mit Karl-Hermann Flach, Werner Maihofer: Die Freiburger Thesen der Liberalen. Rowohlt, Reinbek 1972, ISBN 3-499-11545-X.
- Erinnerungen und Einsichten. Im Gespräch mit Jürgen Engert. Hohenheim, Stuttgart/Leipzig 2004, ISBN 3-89850-115-9.

Sammelbände
- Perspektiven deutscher Politik. Diederichs, Düsseldorf/Köln 1969, OCLC 7521668.
- Nach dreißig Jahren – Die Bundesrepublik Deutschland. Vergangenheit, Gegenwart, Zukunft. Klett-Cotta, Stuttgart 1979, ISBN 3-12-911940-X.
- Die andere deutsche Frage. Kultur und Gesellschaft der Bundesrepublik Deutschland nach 30 Jahren. Klett-Cotta, Stuttgart 1981, ISBN 3-12-911941-8
- mit Otto Graf Lambsdorff: Freiheit in Verantwortung – Deutscher Liberalismus seit 1945. Geschichte, Personen, Perspektiven. Bleicher, Gerlingen 1998, ISBN 3-88350-047-X.
- mit Tobias Thalhammer: Gemeinsam sind wir stärker. Zwölf erfreuliche Geschichten über Jung und Alt. Allpart Media, Berlin 2010, ISBN 3-86214-011-3.

Editionen
- Bundestagsreden. Hrsg. von Guido Brunner. AZ-Studio, Berlin 1972, DNB 730270084.
- Reden und Interviews [1969–1974]. 2 Bände. Hrsg. vom Presse- und Informationsamt der Bundesregierung. Deutscher Bundesverlag, Bonn 1972–1974, DNB 540364703.
- Reden und Interviews [1974–1979]. 5 Bände. Hrsg. vom Presse- und Informationsamt der Bundesregierung. Deutscher Bundesverlag, Bonn 1975–1979, DNB 550531831.
- Vom Recht des Anderen. Gedanken zur Freiheit. 2. Auflage. Econ, Düsseldorf/Wien 1977, ISBN 3-430-17931-9 (Redenband).
- Die Zukunft der Freiheit. Vom Denken und Handeln in unserer Demokratie. Econ, Düsseldorf/Wien 1979, ISBN 3-430-17929-7 (Redenband).
- Die Zukunft der Freiheit – Vom Recht der anderen. Reden 1975–1979. Ullstein, Frankfurt am Main/Berlin/Wien 1981, ISBN 3-548-34057-1 (Auswahl-Redenband).
- Wen schmerzt noch Deutschlands Teilung? 2 Reden zum 17. Juni. Rowohlt, Reinbek 1986, ISBN 3-499-18346-3.

Sonstiges
- Hoch auf dem gelben Wagen / Wohlauf in Gottes schöne Welt – Schallplatte, Polydor 1973, DNB 359779891.